# 毬藻
毬藻，或作球藻、綠球藻。是一種淡水性的綠藻，只分布在北半球高緯度地區的少數幾個湖中。細絲狀的個體在某些情況下會形成綠色球狀集合體，外觀看起來就像是綠色的毛線球，大小從直徑1公分到30公分都有。球狀的集合體目前只在日本、冰島和愛沙尼亞被發現。

## 分類與命名
毬藻最早是在1824年被安東·紹特博士在瑞士、奧地利和德國三國交界處的康斯坦茨湖發現的。球藻屬（Aegagropila）在1843年為所建，模式標本即為毬藻（A. linnaei）的球狀集合體。但在1849年，球藻屬被同一作者轉為剛毛藻屬（Cladophora）下的一個亞屬，所以隨後毬藻的學名也被改為Cladophora aegagropila（也做Cl. sauteri）。
但，2002年的DNA研究又將球藻屬恢復為一個獨立的屬,因为球藻屬植物的細胞中含有幾丁質，而綱毛藻屬植物沒有。故毬藻的學名又恢復為Aegagropila linnaei。
而最近日本的DNA研究發現了新的亞種，立山毬藻（タテヤママリモ），但尚未正式發表，故學名尚未確定。

### 日語
在日語中，毬藻被稱作マリモ（漢字：毬藻，拼音：marimo）。命名者是札幌農學校（現今的北海道大學）的川上瀧彌。他根據在阿寒湖的尻駒別灣發現的球狀集合體，於1898年（明治31年）定其名為。（是球，通常為橡皮製。も泛指所有水生植物及藻類。

### 愛奴語
北海道的原住民愛奴人將毬藻稱為to-raw-sampe（沼澤中的肝臟、心臟）和to-karip（沼澤中的球）。

### 冰島語
在冰島，毬藻被當地漁民稱為。（ = 球， = 任何會被捲入漁網的水生植物）

## 生長型態
毬藻有三種生長型態。

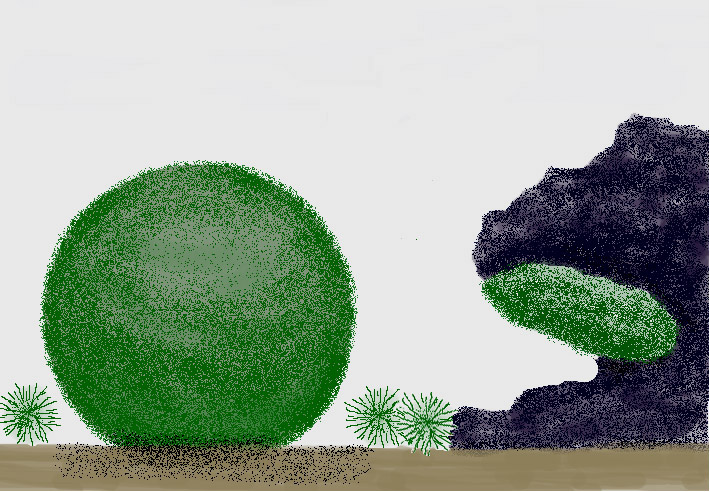
球狀個體（左）、丝状个体（中）、岩棲個體（右）

冰島米湖（Lake Mývatn）毬藻群落的斷面

1. 生活在岩石上的個體，通常生活在岩石的背光面。
2. 在水中自由漂浮的絲狀個體，通常會集合成一簇，在湖泊泥濘的底部形成一片綠色的絨毯狀
3. 球狀集合體，絲狀的綠藻個體從中心輻射狀往外生長，形成大小不等的球體。

## 生態學

### 生理
毬藻基本上生活在淡水中，但在淡水及鹽水混合（鹽度0.5-30‰）的水域中也可發現。毬藻的耐冷性及耐暗性非常的強，在冰箱中冷藏數個月也不會死。這是由於毬藻生長的湖泊都位於高緯度地區，冬天的結冰期非常的長。但是毬藻非常的怕熱，耐熱極限約為35℃。一般毬藻是沉在湖底的，但隨著光合作用的進行，氧氣氣泡附著在毬藻上，也有可能使之浮起。球狀體的生長速度約為一年5毫米。在阿寒湖，個體直徑約為20-30公分。
温度：
5-22度培养5个月的结果表明，5度生长最慢（1-1.5mm），22度生长最快（23mm）。不要以为毬藻耐寒，就会在冷水中生长更好。耐寒不等于喜寒。生命活动需要酶的催化，一定温度下才能保证酶的活性。
pH值：
pH低于4.5和高于9的环境中，毬藻基本无法正常生存。在pH值是7的中性水中毬藻的生长速度是最快的（15-25mm）。阿寒湖イベシベツ川河口的pH值是7.7，相对于pH7，生长速度稍慢（10-15mm）。
营养物质：
最关键的是金属元素钙和镁。毬藻在缺钙时，藻丝会很快变白枯死。而镁是构成叶绿素的重要元素，缺少镁的摄入，毬藻也无法正常生存。这两种元素是毬藻生存必不可少的元素。
其他的营养物质，钠，钾，磷，氮，硫，以及多种金属元素同样会对毬藻的生长造成一定影响。
（数据来自阿寒湖marimo调查研究会）

### 球狀個體
毬藻變成球狀的原因眾說紛紜，但目前最被接受的學說是毬藻靠湖泊中微弱的水流活動而逐漸翻滾成球形。另一說是隨著毬藻群落的生長，重心偏移造成不穩定的狀態而使整個群落翻滾。
球狀個體的表面全都是綠的，所以毬藻不論被翻到哪一面都能夠行光合作用。毬藻的內部也是綠的，因為那裡充滿了休眠中的葉綠體。如果球狀體崩解，這些葉綠體就會甦醒，繼續行光合作用。水流運動也將覆蓋在球狀個體表面的砂石清走。有些毬藻群落堆疊了二到三層的球狀個體，所以必須要靠水流運動的翻滾，使每一個球狀體都能夠照到光線。球狀個體的表面積太小，不適合植物。這限制了毬藻球狀體的生長大小。

## 保護
冰島米湖（Lake Mývatn）的毬藻群落近年來由於不明的原因，數量大量的衰減，幾乎絕滅。在日本的阿寒湖，人們投下相當大的心力與資金，來保護及推廣毬藻及相關的文化產業，包括了每年一度、為期三天的毬藻祭。毬藻在日本也被視為環境教育中重要的一環。在日本，毬藻是國家指定的特別天然紀念物。瑪花頓湖和阿寒湖都是被保護的棲地，前者為自然保留區，後者為國家公園。

## 文化
在日本阿寒湖週邊，卡通化的毬藻圖像被用在許多商品上，諸如鑰匙圈、信紙、糖果、玩偶等。店家也將漂浮的毬藻絲狀個體搓揉成球販售。傳說，只要能妥善的照顧毬藻，就能夠願望成真。在阿寒地區，也有跟毬藻有關的愛情故事流傳。也有歌手以這個故事為題材，做了名為「毬藻之歌」的演歌。

## 外部連結
- Cladophora aegagropila,The Lake Balls （页面存档备份，存于）（英文）
- Akan and Marimos （页面存档备份，存于）（英文）
- 許多毬藻的圖片（英文）
- 立山マリモ紹介 （页面存档备份，存于）（日語）
- 毬藻之歌歌詞及MIDI（日語）

1. ↑   （页面存档备份，存于）
2. ↑  [永久]
3. ↑  [永久]）